# Brunt brokskinn
Brunt brokskinn (Tomentellopsis echinospora) är en svampart som först beskrevs av Job Bicknell Ellis, och fick sitt nu gällande namn av Hjortstam 1970. Enligt Catalogue of Life ingår Brunt brokskinn i släktet Tomentellopsis,  och familjen Thelephoraceae, men enligt Dyntaxa är tillhörigheten istället släktet Tomentellopsis,  och familjen Atheliaceae. Arten är reproducerande i Sverige. Inga underarter finns listade i Catalogue of Life.